# Jan Tomaszewski (gleboznawca)
Jan Józef Tomaszewski (ur. 30 grudnia 1884 w Hancewiczach, zm. 6 grudnia 1967 we Wrocławiu) – polski gleboznawca, profesor Wyższej Szkoły Rolniczej we Wrocławiu.

## Życiorys
Pochodził z kresowej szlachty, jego rodzicami byli Jan Tomaszewski h. Bończa i Michalina z Łobockich. Ukończył gimnazjum w Pińsku, w 1903 wyjechał do Kronsztadu i rozpoczął studia na wydziale budowy okrętów. Dwa lata później przerwał naukę i przeniósł się do Puław, gdzie wstąpił na Wydział Leśny Instytutu Rolnictwa i Leśnictwa. Jako specjalizację wybrał gleboznawstwo, uczył się w Katedrze Gleboznawstwa kierowanej przez prof. Konstantina Dmitrijewicza Glinkę, a po ukończeniu studiów został tam pracownikiem naukowym.
W 1910 jako gleboznawca wziął udział w ekspedycji amurskiej na tzw. Daleki Wschód, badał czarnoziemy amurskie, a w następnym roku występujące w guberni charkowskiej. Od 1911 pełnił funkcję kierownika wydziału badań naukowych w stacji doświadczalnej Choszeuty (ros. Хошеутово), która była zlokalizowana w strefie półpustynnej guberni astrachańskiej w Turkmenistanie. Przedmiotem jego badań była dynamika wód gruntowych w piaskach wydmowych oraz przebieg procesów eolicznych, a także określenie możliwości rolniczego przeznaczenia terenów półpustynnych i suchych stepów. Dzięki zdobytej ogromnej wiedzy i doświadczeniu stał się w Rosji jednym z najwybitniejszych specjalistów, w 1918 został krajowym specjalistą, a Wydział Agronomiczny Uniwersytetu w Astrachaniu przyznał mu tytuł profesora.
Przemiany związane z rewolucją październikową oraz odzyskanie przez Polskę niepodległości sprawiły, że Jan Tomaszewski podjął decyzję o powrocie do ojczyzny, ze względów proceduralnych i politycznych udało mu się to dopiero w maju 1922. Przyjazd z wrogiej Polsce Rosji Radzieckiej dopiero po zakończeniu wojny polsko-bolszewickiej został przez środowisko naukowe odebrany chłodno i nieufnie, co sprawiło, że mimo wybitnych osiągnięć jedyną propozycją, którą otrzymał Jan Tomaszewski było stanowisko asystenta w PINGW w Puławach. W 1925 został kierownikiem działu gleboznawstwa, a rok później na Wydziale Rolniczo-Lasowym Politechniki Lwowskiej uzyskał stopień doktora nauk technicznych. Podstawą była publikacja pracy Powstanie i właściwości wody gruntowej w piaskach wydmowych zawierającej wnioski z trwających ponad dziewięć lat badań półpustyń astrachańskich. W 1936 Jan Tomaszewski przedstawił na Uniwersytecie Poznańskim rozprawę z zakresu gleboznawstwa i uzyskał stopień doktora habilitowanego. W 1945 został profesorem zwyczajnym Uniwersytetu Marii Curie-Skłodowskiej w Lublinie, w lipcu 1946 przeprowadził się do Wrocławia, gdzie objął stanowisko kierownika Katedry Gleboznawstwa Wydziału Rolniczego połączonych Uniwersytetu i Politechniki Wrocławskiej. Zorganizował trwające pomiędzy 1948 a 1950 badania kartograficzne kraju, dzięki nim opracowano barwną mapę gleb Polski w skali 1 : 1 000 000. Po powstaniu Wyższej Szkoły Rolniczej prowadził tam wykłady i kierował Katedrą Gleboznawstwa.
Swoje poglądy i koncepcje naukowe zawarł w opublikowanym w 1964 podręczniku Nauka o glebie, połączył tam wiedzę dotyczącą gleboznawstwa z ekologią i biologią. 
Zmarł we Wrocławiu, ale zgodnie z własną wolą spoczął na cmentarzu w Puławach.

## Członkostwo
- Członek założyciel Polskiego Towarzystwa Gleboznawczego;
- Członek honorowy Wrocławskiego Towarzystwa Naukowego.

## Ordery i odznaczenia
- Krzyż Oficerski Orderu Odrodzenia Polski
- Złoty Krzyż Zasługi

## Nagrody i wyróżnienia
- Państwowa Nagroda Naukowa III stopnia (zespołowa) w dziedzinie nauk rolniczo-leśnych za opracowanie mapy gleb polskich w skali 1:1 000 000[1]
- tytuł doktora honoris causa Wyższej Szkoły Rolniczej w Olsztynie (1965)